# 胡安安東尼奧索蒂約市

10°11′59″N 64°38′12″W / 10.19972°N 64.63667°W
胡安安東尼奧索蒂約市（西班牙語：Municipio Sotillo），是委內瑞拉的一個市，位於該國東北部安索阿特吉州，首府設於拉克魯斯港，面積244平方公里，2001年人口244,728，人口密度為每平方公里848.2人。